# شانون ريك
شانون ريك (بالإنجليزية: Shannon Rick)‏ هو لاعب اتحاد الرغبي جنوب أفريقي، ولد في 21 أكتوبر 1988 في إيست لندن في جنوب أفريقيا.

## وصلات خارجية
- شانون ريك عل موقع إسبنسكروم (الإنجليزية)
- شانون ريك على موقع ItsRugby.co.uk (الإنجليزية)